# Édouard Doigneau
Édouard Edmond Doigneau, né le 27 septembre 1865 à Nemours, mort le 20 avril 1954 en son domicile dans le 17e arrondissement de Paris, est un artiste-peintre français.

## Biographie

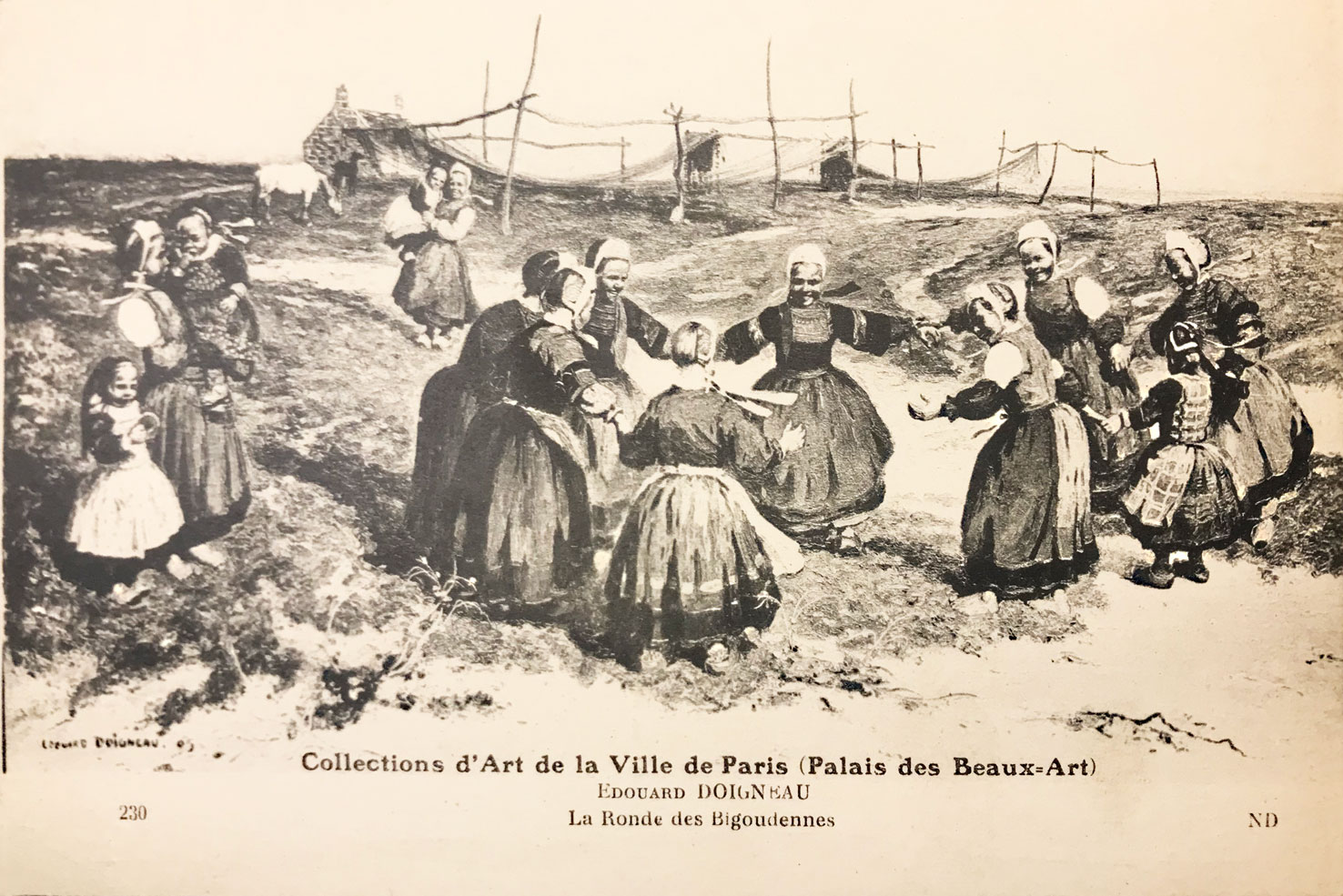
Ronde des petites bigoudènes, 1905. Médaille d'or au Salon des artistes français de 1906. Collection du Petit Palais, Musée des Beaux-arts de la Ville de Paris.

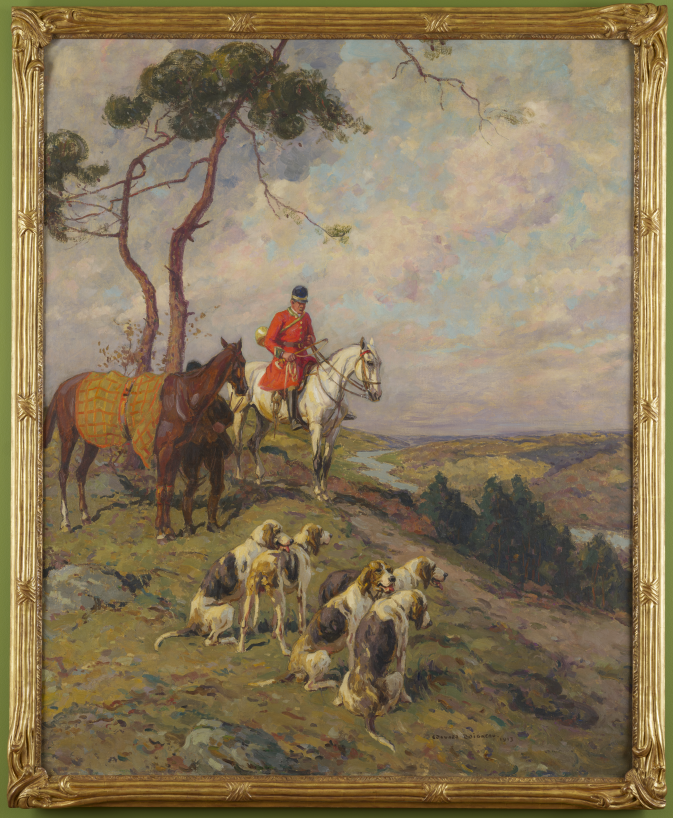
Le Relais au bord de la vallée, le Rendez-vous de chasse, 1913, huile sur toile, 162 x 130 cm. Nemours, Château-Musée, 2015.0.4.

Destiné tout d’abord à une carrière militaire, il entre à l'École polytechnique en 1885. Il abandonne en 1900 pour se consacrer à la peinture. Il est l'élève de Jules Lefebvre et de Tony Robert-Fleury  à l'Académie Julian à Paris, puis il part à Fontainebleau, en Bretagne, en Camargue, sur les bords de Loire puis en Espagne et en Afrique. Il revient cependant fréquemment à Paris où il a un atelier au 67, Boulevard Berthier et fréquente les Salons. Il expose de 1908 à 1911 à la Galerie Georges Petit. Édouard Doigneau est sociétaire des artistes français dont il est hors concours, des aquarellistes, des orientalistes et des Peintres de chevaux.
Édouard Doigneau est mobilisé en 1914. Chef d'escadron au 29e régiment d'artillerie, il est Grièvement blessé, ce qui lui vaudra la Légion d’honneur et plusieurs citations.
Dessinateur, il croque sur ses carnets et peint à l'aquarelle des scènes pittoresques de Bretagne, du Pays Bigouden en particulier, ainsi que des scènes animalières. Peintre régionaliste de formation classique, il ne veut appartenir à aucune école ni s’attacher à aucun style. Ses œuvres réalisées en Afrique le rattachent cependant au genre de la peinture orientaliste.
Il restera proche de son camarade de promotion (X1885), l'artiste peintre Étienne Buffet.

## Collections publiques
- Nemours, Château-Musée : 
  - Les Petits fossés à Nemours, 1886, aquarelle sur papier, 24 x 33 cm. 2017.561.1
  - Les Petits fossés à Nemours, 1886, aquarelle sur papier, 33 x 24 cm. 2017.562.1
  - Portrait d'un vieillard, 1888, aquarelle sur papier, 24 x 16 cm. 2013.0.249.
  - Vieille femme filant la laine, 1889, gouache sur papier, 33 x 24 cm. 2016.0.58[6].
  - Gardian, 1903, fusain, aquarelle et gouache sur papier, 58 x 67 cm. 2024.0.42.
  - La Veille jument, 1905, huile sur toile, 114 x 163 cm. 1906.7.1.
  - Étude pour le médaillon d'Edmond Doigneau (1825-1891), 1908, fusain et craie sur papier, 74 x 50 cm. 1910.185.1.
  - La Meute, 1909, huile sur toile, 200 x 321 cm. 2024.0.205.
  - Le Relais au bord de la vallée, le Rendez-vous de chasse, 1913, huile sur toile, 162 x 130 cm. 2015.0.4.
  - Couple d'ânes attelés au bord du Loing, huile sur bois, 41 x 32 cm. 2014.0.146.
  - Paysage hivernal près de Nemours, huile sur bois, 32 x 41 cm. 2014.0.152.
  - Biche dans la lande près de Nemours, huile sur bois, 32 x 41 cm. 2016.0.336.
  - Nemours, huile sur bois, 32 x 41 cm. 2016.0.337.
  - Garde mobile en faction, aquarelle sur papier, 34 x 24 cm. 2013.0.248.

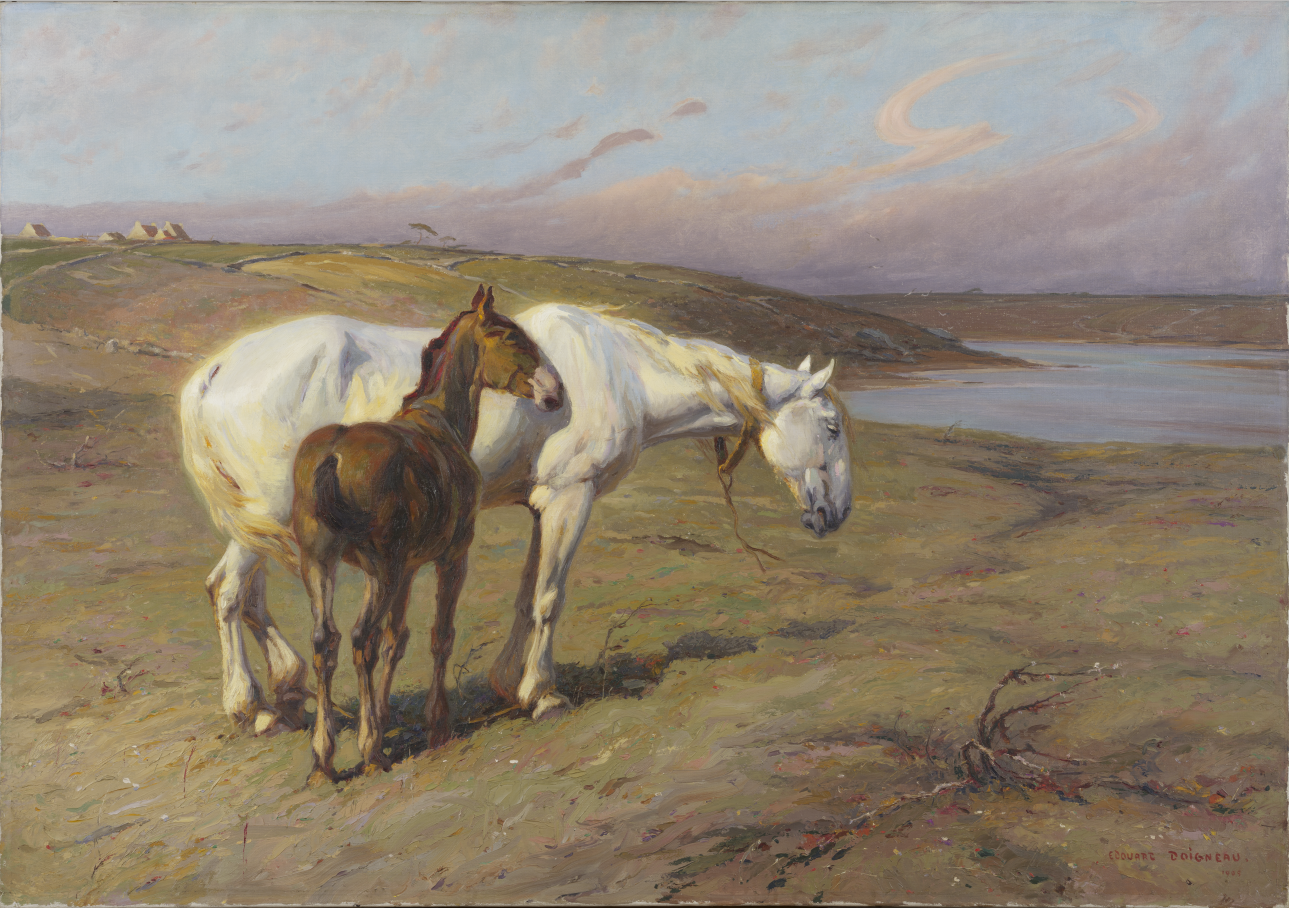
La Veille jument, 1905, huile sur toile, 114 x 163 cm. Nemours, Château-Musée, 1906.7.1.
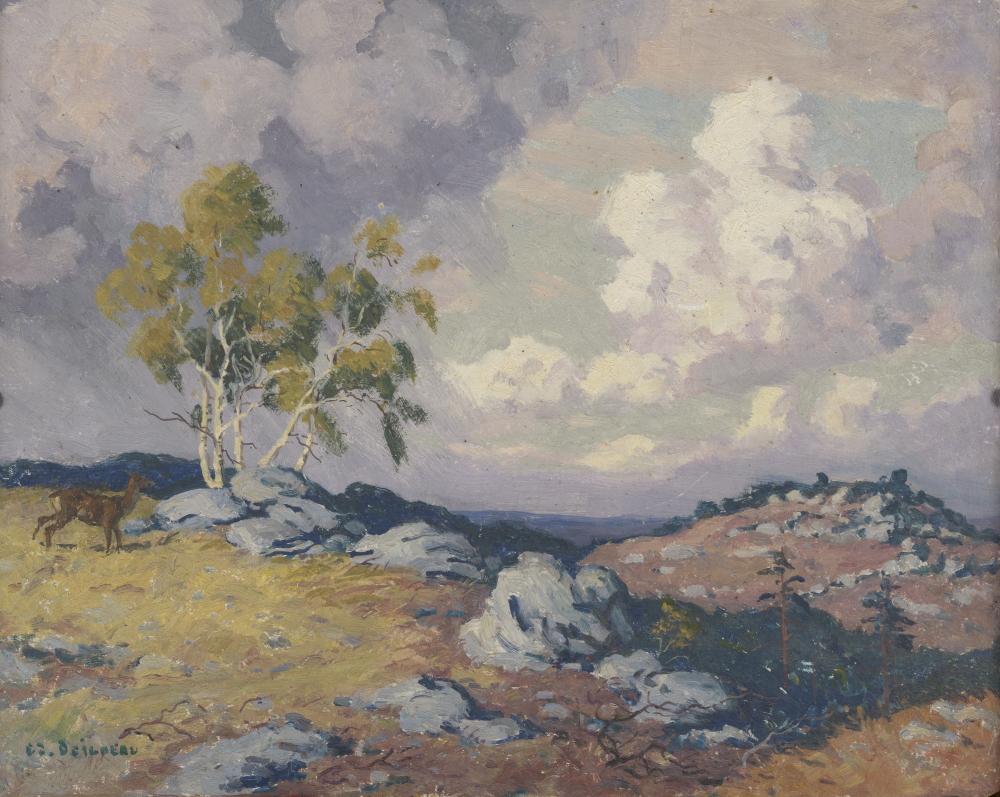
Biche dans la lande près de Nemours, huile sur bois, 32 x 41 cm. Nemours, Château-Musée, 2016.0.336.

- Musée des Beaux-Arts de Nîmes : 
  - La Ferrade, 1910, huile sur toile.
  - Les Gardians, huile sur toile.
- Musée des Beaux-arts de la Ville de Paris : Ronde des petites bigoudènes, 1905, huile sur toile. Don du Baron Henri de Rothschild[7].
- Musée des Beaux-Arts de Reims : 
  - Le chasseur aux sloughis, 1904, aquarelle et lavis de gouache sur traits de crayon Conté, sur papier aquarelle blanc épais grainé ;
  - En Bretagne : les petites bigoudènes, avant 1905, aquarelle et lavis de gouache sur traits de crayon noir, sur papier aquarelle blanc épais grainé[8] ;
  - En Bretagne : Les petites gardeuses d’oies, 1905, aquarelle et lavis de gouache blanche sur traits de crayon noir sur papier aquarelle blanc épais grainé[9]
- Musée des beaux-arts de Rouen : 
  - Enfants de pêcheurs dans le Finistère, 1907, huile sur toile[10]
- Musée de la vénerie de Senlis : 
  - Chiens de meute, vers 1909, huile sur carton[11]

## Distinctions

### Récompenses
- Médaille d'or au Salon des artistes français pour Ronde des petites bigoudènes, 1906.

### Décorations
- Chevalier de la Légion d'honneur, 1916[5].
- Décoré de la Croix de Guerre[2].